# NPO Energomasz

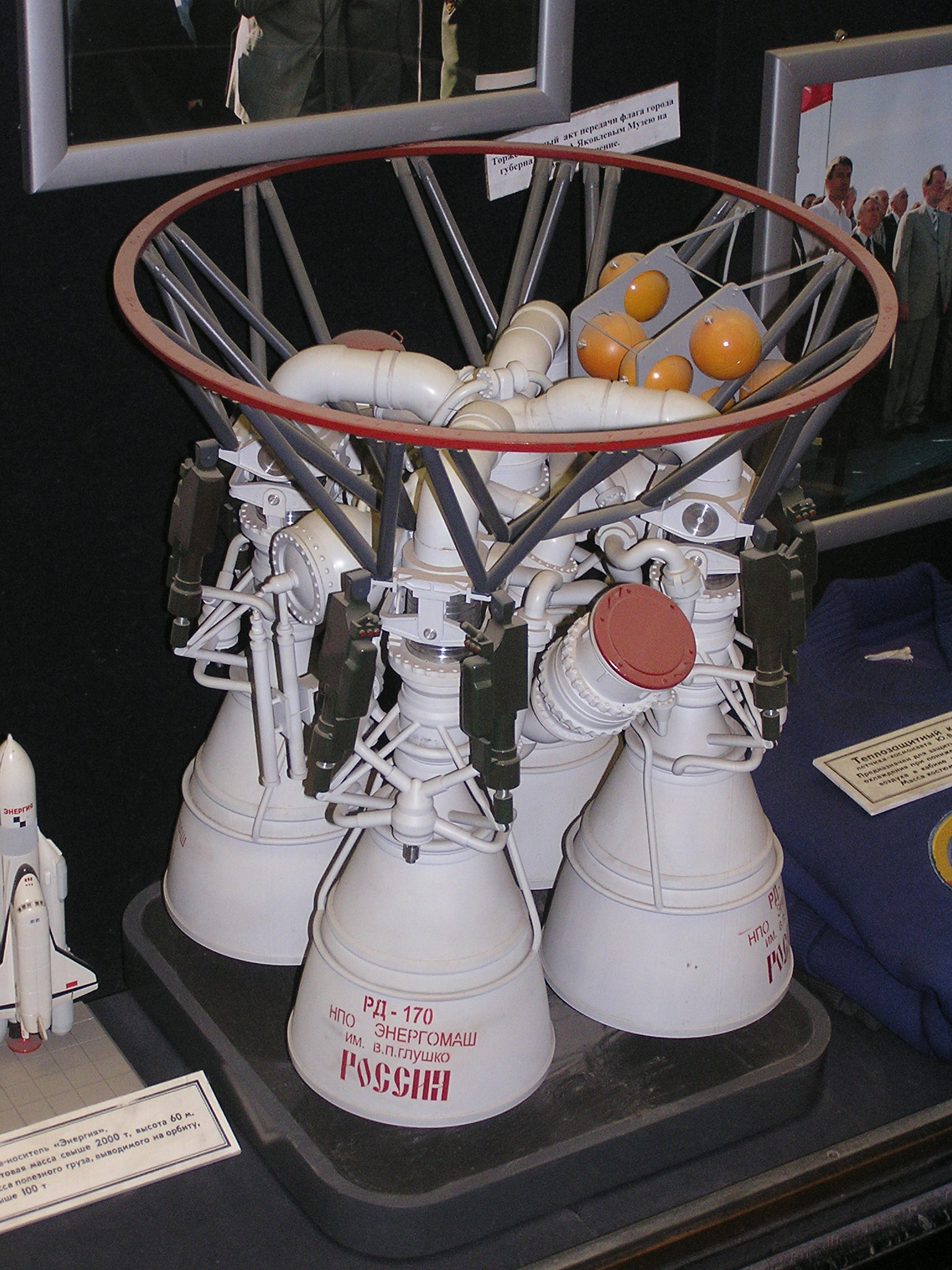
Silnik RD-170 produkcji NPO Energomasz

OAO NPO „Energomasz” (ros. ОАО «НПО Энергомаш имени академика В. П. Глушко», dawniej OKB-456) – rosyjskie przedsiębiorstwo będące producentem silników rakietowych na paliwo ciekłe. Założone w 1929 roku, wiodąca produkcja: silniki rakietowe do dolnych stopni rakiet nośnych. Zatrudnia około 5500 pracowników. Przedsiębiorstwo znajduje się w mieście Chimki w obwodzie moskiewskim.
W Energomaszu produkowane są między innymi następujące silniki:
- RD-107 i RD-108 – do pierwszego i drugiego stopnia rakiet serii R-7,
- RD-120 – silnik drugiego stopnia do rakiet Zenit,
- RD-170 i RD 171 – silniki pierwszego stopnia do rakiet Zenit i Energia, jest to najmocniejszy silnik rakietowy na świecie (na 2011 rok)
- RD-180 i RD 181 – silniki pierwszego stopnia rakiet Atlas V i porzuconego projektu Rus-M
- RD-191 – silnik pierwszego stopnia rakiet Angara
- RD-253 – silnik pierwszego stopnia rakiety Proton